# Épinal
Épinal (en alemany i fins al segle XIX: Spinal o Spinneln) és un municipi francès, situat al departament dels Vosges i a la regió del Gran Est. L'any 1999 tenia 35.794 habitants.

## Persones il·lustres
- Émile Durkheim (1858-1917), sociòleg
- Marcel Mauss (1872-1950), etnòleg
- Daniel-Rops (1901-1965), de nom real Henri Petiot, assagista i novel·lista
- Jean-Marie Cavada (1940), polític i periodista
- Bernard Peiffer (1922-1976) compositor, pianista i pedagog musical.
- Nicolas Mathieu (1978 -) escriptor, Premi Goncourt 2018